# Gabi Lopes
Gabriela Lopes Gabriel (Osasco, 23 de julho de 1994) é uma atriz, modelo, apresentadora, influenciadora, escritora e empresária brasileira. Ficou nacionalmente conhecida após atuar em Malhação Sonhos na TV Globo em 2014 como a lutadora Priscila Lima (Pri).

## Biografia
Gabi Lopes nasceu em Osasco, na Grande São Paulo, onde morou até os 18 anos. Iniciou sua trajetória profissional aos 8 anos de idade atuando na publicidade e na TV. Ao longo desses 20 anos de carreira Gabi atuou em mais de 23 filmes no cinema, entre eles estão Esposa de Aluguel (2022), A Menina Que Matou Os Pais (2021), Maior Que O Mundo (2022), Moscow (2021), Internet O Filme (2017), A Mulher Do Meu Marido (2019) e O Último Virgem (2017). No ano de 2015 participou da 22ª Temporada de Malhação na TV Globo interpretando a lutadora Pri. Em 2018 recebeu o prêmio de Melhor Atriz pelo filme View no First Glance Film Festival em Beverly Hills nos Estados Unidos. Também atuou em mais de 11 séries como Samantha! e Sintonia 3 (Netflix), Põe Na Conta (GloboPlay), Carenteners (Warner Channel), Na Mira Do Crime (Fox e Record), entre outras. Em 2019 foi vice-campeã do reality O Aprendiz exibido na Band. Em 2020 apresentou os programas Pimpa Meu Feed e Miaw Time na MTV. Em 2021 apresentou Estúdio Shore também na MTV e integrou o elenco da novela Gênesis na Record, como a egípcia Femi. Estudou teatro, cinema e TV nas escolas Recriarte, Escola Edu Rodrigues, Escola de Atores Wolf Maya, Studio Fátima Toledo e Sérgio Penna. Estudou desenvolvimento humano, alta performance e produtividade pela Escola Conquer - Aceleradora de Pessoas e também Produção Executiva na Academia Internacional de Cinema (AIC).
Desde 2009 com perfis públicos nas redes sociais, Gabi é considerada criadora de conteúdo digital de lifestyle, compartilhando sua rotina, os bastidores de suas profissões, além de mostrar viagens pelo mundo para um público de mais de 3 milhões de seguidores somando suas redes (Instagram, Facebook, Twitter e Youtube). Foi apresentadora do Nosso Canal por três anos e integrou as webséries de viagens da Forma Turismo, além do seu próprio canal no YouTube que se manteve ativo por muitos anos. Durante a pandemia, idealizou e produziu a websérie Quarentenados que rendeu os prêmios de Melhor Elenco e Melhor Roteiro no Rio Web Festival. Em 2021 integrou o elenco do web reality Ilhados com Beats idealizado e apresentado por Anitta, e no mesmo ano foi jurada do reality Beats Manda Jobs produzido pela Endemol.
No empreendedorismo, começou jovem. Aos 18 anos, abriu sua primeira empresa para prestação de serviços artísticos, Gabi Lopes, e 2 anos depois abriu a Young Republic Films, produtora audiovisual em parceria com um diretor de cinema. A produtora de filmes conta com seis filmes produzidos e duas websérie no currículo, um deles exibido no canal GNT, além da série Young Skate Session, exibida no Canal OFF e da websérie Garota Errada, de Manu Gavassi. Em 2019, iniciou uma sociedade com Ronald Lima e Paulo Motta na The Networkers, uma casa de networking e coworking em São Paulo. Em dezembro do mesmo ano inaugurou o restaurante bar grego Paros Bar, localizado no Itaim Bibi. Em 2020 fundou a agência Talk Gabi.Co para fazer a gestão de sua carreira, e a empresa GabiShop para cuidar de venda dos seus cursos, no mesmo ano se tornou sócia da start up Lady Driver, aplicativo de mobilidade e transporte exclusivo para mulheres. E em 2022 lançou o seu primeiro livro Antes Feito Do Que Perfeito, na 22º Bienal do Livro de São Paulo, na cidade onde vive. Além de rodar o Brasil com suas palestras Antes Feito Do Que Perfeito e Do Like Ao Lucro, nos principais eventos de negócios do país.  

## Carreira
Em 2002 apareceu pela primeira vez na televisão durante o especial Dia Das Crianças do programa Hebe de Hebe Camargo entrevistando a apresentadora icônica. Em 2006, aos 12 anos, começou a carreira profissionalmente como apresentadora na Nickelodeon Brasil nos programas Nickers e Patrulha Nick. Em 2007 Nickelodeon se tornou apresentadora na PlayTV, comandando programas da emissora como o Play Zone, Cine Play, Disparada e a edição especial do Combo Fala + Joga durante a semana internacional da criança do Unicef. Em 2010  fez sua estreia em séries dramatúrgicas na TV aberta em Entre Teens na MTV Brasil e, na sequência, atuou em Julie e Os Fantasmas na Band e Nickelodeon, Queridos Amigos, na Rede Globo, Segredos Médicos no Multishow, Na Mira do Crime na FOX, FX e Record, Chamado Central, também no Multishow, ao lado de Rafinha Bastos, e a série vencedora do Globo Lab Põe Na Conta, da Rede Globo, na pele de Carolina e exibida no Globoplay, sendo o seu primeiro trabalho da carreira no streaming, em 2018. 
Em 2014, integrou o elenco da 22ª temporada de Malhação, na Rede Globo, como a lutadora bixesual Pri. No streaming, Gabi fez uma participação especial na 2º temporada de Samantha!, na Netflix, como Samonstra e participou atuando em inglês da 3º temporada de Sintonia, ambas exibidas na Netflix. Em 2019, participou do reality show O Aprendiz, exibido na Band, e foi vice campeã da edição especial influenciadores. No Natal de 2021 foi convidada para participar do Especial de Fim de Ano do MasterChef exibido na BAND. 
A sua trajetória no cinema começou aos 12 anos, no cinema independente com o curta-metragem Os Castelos Não São Eternos, logo após deu vida a Maria, a protagonista cega do curta-metragem Por Um Sopro de Vida, exibido na Cinemateca em São Paulo. Logo depois, vieram os filmes Eu e Meu Guarda Chuva e Casa Dos Sonhos Esquecidos. A série Na Mira do Crime ganhou uma versão em longa metragem exibido nos canais FOX, FX e Rede Record. Logo em seguida rodou o curta-metragem Vende-se Ilusões ao lado de João Côrtes e foi o seu primeiro trabalho como produtora. Já em 2017, estreou o longa metragem O Último Virgem, uma comédia jovem onde Gabi faz a adolescente mais ousada da turma. Viveu também Fabi em Internet: O Filme, uma grande produção da Paris Filmes que uniu mais de 25 celebridades da internet e TV. No mesmo ano, Gabi protagoniza o filme VIEW, onde atua como Kaká, a maior youtuber do país é sequestrada e mantida em cativeiro. O filme foi exibido no canal TNT na América Latina. Esse filme rendeu o primeiro prêmio internacional da carreira da atriz: First Glance Film Festival Los Angeles de Melhor Atriz e Melhor Filme. E também o prêmio de melhor atriz no festival de cinema Internacional Take Único. Ainda em 2017, filmou o longa metragem A Mulher do Meu Marido como Paula, a filha de Joana (Luana Piovani) e Pedro (Paulo Tiefentaler), uma coprodução Brasil-Argentina que estreou em 2019. No mesmo ano, rodou o longa metragem Maior Que O Mundo, onde atuou como uma viciada em cocaína, intensa e extrema, através da personagem Audra. Depois mudou a aparência e pintou os cabelos de preto para viver a personagem religiosa Isis no filme Redoma, um drama onde é discutido a perda de uma mãe entre irmãs, contracenando com a personagem de Maria Bopp. Em 2019, rodou os curta-metragens Só Olhando como Mari e Nanquim Descartável como Jade.        
No fim de 2019 atuou como Carol, a namorada de Cristian Cravinhos, nos dois filmes que contam a história do Caso Richthofen, A Menina que Matou os Pais e O Menino que Matou Meus Pais que tinha estreia prevista para 2020 nos cinemas mas devido a pandemia de COVID-19 no Brasil foi adiada para 2021. Em setembro de 2021 o filme foi lançado pelo streaming Prime Video sendo um dos maiores sucessos da plataforma. Também no Prime Vídeo estreou no longa-metragem Moscow, que conta a história de Val (Thaila Ayala) gerente de um bar em uma locação urbana e futurista, onde atua como Giu. Em 2022 estreou nos filmes Partiu Fama na HBO Max, com Guilherme Seta, Augusto Madeira e Fabio Rabin, e o longa metragem produzido e exibido pela Netflix, Esposa de Aluguel, onde faz uma participação especial como a noiva Paulinha, filha da personagem Soraya (Daniele Winits), ao lado de Tathi Lopes e Caio Castro. No mesmo ano também atuou e produziu os curtas metragens Em Órbita, Jasmine com Angela Dippe e Gabrielle Gambine e o premiado Passos que já conta com mais de 8 louros, sendo 3 internacionais e eleito o melhor filme pelo São Paulo Film Festival. No filme Passos Gabi atua como uma personagem que sofre de transtornos psicológicos, contracenando com Kayky Brito.
Em 2023 se prepara para o lançamento de dois filmes no Prime Vídeo e que ambos já foram filmados, A Confissão, o terceiro filme do caso Suzane Von Richthofen e que Gabi continua como a personagem Carol, namorada de Cristian Cravinhos na trilogia. E também o longa-metragem Flores e Espinho, inspirado livremente na obra de Machado de Assis e dirigido por Márcio Trigo. No filme Gabi atua como a professora e coordenadora do ensino médio Virginia.

## Filmografia

### Televisão
| Ano     | Título                              | Cargo / Personagem           | Notas                         |
| ------- | ----------------------------------- | ---------------------------- | ----------------------------- |
| 2006    | Patrulha Nick                       | Apresentadora                |                               |
| 2007-08 | Nickers                             | Apresentadora                |                               |
| 2007-09 | Disparada                           | Apresentadora                |                               |
| 2010    | MTV Entre Teens                     | Aline                        |                               |
| 2012    | Julie e os Fantasmas                | Robbie                       | Episódio: "Minha Vida"        |
| 2014    | Segredos Médicos                    | Luiza Altero                 | Episódio: "7"                 |
| 2014    | Na Mira do Crime                    | Bianca Valle                 |                               |
| 2014-15 | Malhação Sonhos                     | Priscila Lima (Pri)          |                               |
| 2016    | Chamado Central                     | Jéssica Ferreira             | Episódio: "Estresse Policial" |
| 2017    | Eu, Ela e um Milhão de Seguidores   | Valentina Sobral (Tina)      |                               |
| 2019    | Samantha!                           | Samantha Alencar (Samonstra) | Episódio: "2"                 |
| 2019    | O Aprendiz                          | Participante (2º lugar)      | Temporada 11                  |
| 2020    | Carenteners                         | Camilla LeBlanc (Camilinha)  |                               |
| 2020    | Quarentenados                       | Alice Santana                |                               |
| 2020-21 | Pimpa Meu Feed MTV                  | Apresentadora                |                               |
| 2021    | Estúdio Shore MTV                   | Apresentadora                |                               |
| 2021    | Gênesis                             | Femi                         | Fase: "Jornada de Abraão"     |
| 2022    | Sintonia                            | Gabriely Davies (Gaby)       | Episódio: "Vidas que Nascem"  |
| 2024    | A Menina Que Matou os Pais: A Série | Anna Carolina (Carol)        |                               |

### Cinema
| Ano  | Título                                   | Personagem              | Notas          |
| ---- | ---------------------------------------- | ----------------------- | -------------- |
| 2007 | Os Castelos não são Eternos              | Fernanda                | Curta-metragem |
| 2011 | Por Um Sopro de Vida                     | Maria                   | Curta-metragem |
| 2012 | Eu e Meu Guarda-Chuva                    | Julia                   |                |
| 2014 | Casa dos Sonhos Esquecidos               | Madame Rosê             |                |
| 2016 | O Último Virgem                          | Bia                     |                |
| 2017 | View                                     | Kaka                    |                |
| 2017 | Internet: O Filme                        | Fabiana (Fabi)          |                |
| 2018 | Vende-se Ilusões                         | Gabi                    |                |
| 2018 | Nanquim Descartável                      | Jade                    |                |
| 2019 | Redoma                                   | Iris                    |                |
| 2019 | Só Olhando                               | Mari                    |                |
| 2019 | A Mulher do Meu Marido                   | Paula Andrade           |                |
| 2021 | A Menina Que Matou Os Pais               | Carol                   |                |
| 2021 | O Menino Que Matou Meus Pais             | Carol                   |                |
| 2021 | Moscow                                   | Giu                     |                |
| 2022 | Maior Que O Mundo                        | Audra                   |                |
| 2022 | #PartiuFama                              | Martina Villa           |                |
| 2022 | Esposa de Aluguel                        | Paula Santos (Paulinha) |                |
| 2023 | A Menina Que Matou os Pais - A Confissão | Carol                   |                |
| 2023 | Passos                                   | Paula                   |                |
| 2023 | Em Orbita                                | Alicia                  |                |
| 2024 | Flores e Espinho                         | Virgínia                |                |
| 2024 | A Garota do Bar                          | Carla                   |                |
| –    | Astória                                  | Paula                   |                |
| –    | Jasmine                                  | Bianca                  |                |
| –    | Jasmine II                               | Bianca                  |                |
| –    | As Mentiras Que Os Homens Contam         | Jéssica                 |                |
| –    | VR Boyfriend                             | Eva                     |                |

### Videoclipes
| Ano  | Título                 | Artista                      |
| ---- | ---------------------- | ---------------------------- |
| 2010 | "Tarde Demais"         | Garnet                       |
| 2010 | "Anjos Normais"        | Kamy                         |
| 2011 | "Cedo ou Tarde"        | NX Zero                      |
| 2012 | "Princesinha"          | Lucas Lucco                  |
| 2013 | "Livre"                | Fernando & Sorocaba          |
| 2013 | "A Bela e o Fera"      | Munhoz & Mariano             |
| 2014 | "Swag"                 | Yudi Tamashiro               |
| 2014 | "Dont Wanna Touchdown" | Johny Gloovez feat. Polina   |
| 2014 | "Viver Por Viver"      | Kim Lirio                    |
| 2014 | "Dois Amores"          | Vitor Kley                   |
| 2015 | "Eu Vim Pra Ficar"     | MC Guimê                     |
| 2015 | "Casa Nova"            | Jhama                        |
| 2015 | "Rio California"       | Rafael Almeida               |
| 2015 | "Beija-Flor Me Beija"  | Bruninho e Davi              |
| 2016 | "Depois das 3"         | Bruninho e Davi              |
| 2016 | "A Mesma Lua"          | Bruninho e Davi              |
| 2016 | "Hollywood"            | Vintage Culture              |
| 2016 | "Hoje Eu Acordei"      | Pollo feat. Joey Mattos      |
| 2017 | "Surrender"            | Davi Cartaxo                 |
| 2017 | "Love Is All We Need"  | FTampa feat. Anne Me         |
| 2018 | "Mira"                 | Make U Sweat e Mika          |
| 2018 | "Contatinho"           | Nego do Borel e Luan Santana |
| 2018 | "Indecente"            | Anitta                       |
| 2018 | "Romântico Safado"     | MC Matheuzinho               |
| 2019 | "Não Vou Sair"         | G Meyer                      |
| 2019 | "Crush Blogueirinha"   | Léo Santana                  |
| 2019 | "Saideira"             | Atitude 67 e Thiaguinho      |
| 2019 | "Não Sou Mais Seu"     | Rafah                        |

## Teatro
| Ano  | Título              | Personagem |
| ---- | ------------------- | ---------- |
| 2003 | Parece Mas Não É    | Bruna      |
| 2004 | Babel               | Rainha     |
| 2012 | Angel City          | Lanx       |
| 2013 | Princesas Disney    | Cinderela  |
| 2015 | Ladrões de Estrelas | Violeta    |

## Prêmios e indicações
| Ano  | Prêmio                                      | Categoria    | Indicação | Resultado | Ref.   |
| ---- | ------------------------------------------- | ------------ | --------- | --------- | ------ |
| 2018 | First Glance Film Festival                  | Melhor Atriz | View      | Venceu    | [ 22 ] |
| 2019 | Festival Internacional de Cinema Take Único | Melhor Atriz | View      | Venceu    | [ 23 ] |